# Anna Porfyrogennéta
Anna Porfyrogennéta (13. března 963–1011), v „purpuru zrozená“ byzantská princezna.

## Život
Byla dcerou byzantského císaře Romana II. a sestrou císařů Basileia II. a Konstantina VIII. Roku 988 slíbil Basileios II. sestřinu ruku proti její vůli ruskému knížeti Vladimíru I., aby se tak odvděčil za požadovanou vojenskou pomoc proti usurpátorům trůnu. Požadoval však, aby se kníže, který dosud setrvával v pohanství, nechal pokřtít. Poté, co tak učinil, byla princezna vypravena na Rus a stala se Vladimírovou ženou. Tvrzení tzv. korsuňské legendy, která se stala součástí nejstaršího dochovaného letopisu Povesti vremennych let kronikáře Nestora, že se sňatek odehrál v byzantském městě Chersonésu, dobytém a vyplundrovaném Vladimírem, někteří historici odmítají.
Po svém křtu a sňatku povolal Vladimír na Rus řecké stavitele, kteří postavili v Kyjevě proslulý Desátkový chrám a zvelebili knížecí rezidenci na Andrejevské hoře, aby se stala důstojným obydlím pro vysoce urozenou kněžnu.
O Annině dalším životě na Rusi není nic známo. Pravděpodobně neměla děti a zemřela roku 1011.